# Alberto II Pio di Savoia
Alberto II Pio (Carpi, ... – maggio 1464) è stato un religioso e condottiero italiano, consignore di Carpi.

## Biografia
Nacque nei primi anni del XV secolo, figlio di Marco I Pio, signore di Carpi, e di Taddea Roberti. Nel 1418 il padre morì, lasciando la signoria ai quattro figli maschi, Giovanni, Giberto II, Alberto II e Galasso II, di cui gli ultimi tre ancora minorenni. Alla signoria non si applicava il principio della primogenitura e quindi essa veniva gestita in condominio tra tutti gli eredi maschi legittimi, ciò che comportava la coesistenza di più signori, talvolta anche molti, e spesso aspre contese tra gli stessi. I figli di Marco, invece, dimostrarono una notevole disposizione ad andare d'accordo, e, dopo la morte del primogenito nel 1431, decisero, per evitare malintesi successivi, di spartirsi preventivamente, di comune accordo, i beni allodiali e i castelli della montagna, e lasciando indivisa solo la signoria di Carpi.
Alberto fu avviato inizialmente alla carriera ecclesiastica, dopo aver compiuto studi adeguati a Ferrara e a Padova, e fu protonotario apostolico e canonico della cattedrale di Modena. Nel 1434 rinunciò però a tale carriera per dedicarsi con successo a quella delle armi.
Fu nel 1437 al servizio del duca di Milano Filippo Maria Visconti sino all'instaurazione nel 1447 dell'Aurea Repubblica Ambrosiana, quando rientrò in patria. Nel 1449 venne inviato dal marchese di Ferrara Leonello d'Este in aiuto del nuovo duca di Milano, Francesco Sforza, e militò nelle file di Bartolomeo Colleoni in Piemonte contro il duca Lodovico di Savoia. Non avendo ricevuto il pattuito compenso in danaro dall'Este, Alberto passò dalla parte dei Savoia, e il 27 gennaio 1450 Ludovico lo ricompensò con un feudo e con una sorta di adozione familiare, concedendo a lui, ai suoi fratelli e ai loro discendenti, di unire al proprio cognome quello dei Savoia.
Nel 1451 fu al soldo della famiglia bolognese dei Canedoli con lo scopo di cacciare il signore della città Sante Bentivoglio. Il tentativo fallì anche per opposizione dei veneziani, alleati dei bolognesi. Alberto passò quindi nel 1457 al servizio di questi ultimi, comandando le loro truppe.
Nel 1447 il fratello Giberto II era morto, e Alberto II e l'altro fratello, Galasso II, associarono nella signoria i due nipoti minorenni Marco e Lodovico, spartendosi le funzioni: capo militare il primo, politico e diplomatico il secondo.
Alberto morì nel maggio 1464, e il suo unico figlio maschio Lionello divenne consignore di Carpi insieme allo zio e all'unico figlio di Giberto II ancora in vita, Marco II. Galasso morì un anno dopo lasciando ben otto eredi maschi legittimi, e determinando così una situazione di insostenibile affollamento alla testa della signoria, a cui fu posto rimedio con l'esclusione dalla successione per indegnità dei figli di Galasso nel 1469, e con l'introduzione dell'istituto della primogenitura con atto dell'imperatore Federico III, nel 1470, su istanza dei due signori co-regnanti, Marco II e Lionello.

## Discendenza
Alberto sposò in prime nozze Agnese (morta nel 1456), figlia di Galeotto I Del Carretto, marchese di Finale Ligure, dalla quale ebbe due figli:
- Lionello (1440-1477), suo successore nella signoria
- Maddalena, sposò Giangiacomo Cotta di Milano.

Rimasto vedovo, si risposò nel 1461 con Camilla Contrari di Ferrara, da cui non ebbe discendenza.
Suo figlio naturale fu Angelo, uomo d'armi che morì nel fallito golpe contro i Bentivoglio, il 7 giugno 1451.

## Ascendenza
|                          |   |                       | Genitori                 |  |  | Nonni |  |  | Bisnonni      |  |  | Trisnonni      |  |
|                          |   |                       |                          |  |  |       |  |  | Galasso I Pio |  |  | Manfredo I Pio |  |
|                          |   |                       |                          |  |  |       |  |  | Galasso I Pio |  |  | Manfredo I Pio |  |
|                          |   | Fiandrina de' Bocchi  |                          |  |  |       |  |  | Galasso I Pio |  |  |                |  |
| Giberto I Pio            |   |                       |                          |  |  |       |  |  | Galasso I Pio |  |  |                |  |
|                          |   | Beatrice da Correggio | Giberto III da Correggio |  |  |       |  |  |               |  |  |                |  |
|                          |   | Beatrice da Correggio | Giberto III da Correggio |  |  |       |  |  |               |  |  |                |  |
|                          |   | Beatrice da Correggio | Elena Malaspina          |  |  |       |  |  |               |  |  |                |  |
| Marco I Pio              |   | Beatrice da Correggio |                          |  |  |       |  |  |               |  |  |                |  |
|                          |   | …                     | …                        |  |  |       |  |  |               |  |  |                |  |
|                          |   | …                     | …                        |  |  |       |  |  |               |  |  |                |  |
|                          |   | …                     | …                        |  |  |       |  |  |               |  |  |                |  |
| Bianca Casati            |   | …                     |                          |  |  |       |  |  |               |  |  |                |  |
|                          |   | …                     | …                        |  |  |       |  |  |               |  |  |                |  |
|                          |   | …                     | …                        |  |  |       |  |  |               |  |  |                |  |
|                          |   | …                     | …                        |  |  |       |  |  |               |  |  |                |  |
| Alberto II Pio di Savoia |   | …                     |                          |  |  |       |  |  |               |  |  |                |  |
|                          | … | …                     |                          |  |  |       |  |  |               |  |  |                |  |
|                          | … | …                     |                          |  |  |       |  |  |               |  |  |                |  |
|                          | … | …                     |                          |  |  |       |  |  |               |  |  |                |  |
| Cabrino de’ Roberti      | … |                       |                          |  |  |       |  |  |               |  |  |                |  |
|                          |   | …                     | …                        |  |  |       |  |  |               |  |  |                |  |
|                          |   | …                     | …                        |  |  |       |  |  |               |  |  |                |  |
|                          |   | …                     | …                        |  |  |       |  |  |               |  |  |                |  |
| Taddea de' Roberti       |   | …                     |                          |  |  |       |  |  |               |  |  |                |  |
|                          |   | …                     | …                        |  |  |       |  |  |               |  |  |                |  |
|                          |   | …                     | …                        |  |  |       |  |  |               |  |  |                |  |
|                          |   | …                     | …                        |  |  |       |  |  |               |  |  |                |  |
| Margherita del Sale      |   | …                     |                          |  |  |       |  |  |               |  |  |                |  |
|                          |   | …                     | …                        |  |  |       |  |  |               |  |  |                |  |
|                          |   | …                     | …                        |  |  |       |  |  |               |  |  |                |  |
|                          |   | …                     | …                        |  |  |       |  |  |               |  |  |                |  |
|                          |   | …                     |                          |  |  |       |  |  |               |  |  |                |  |